# Episodi di General Electric Theater (sesta stagione)
La sesta stagione della serie televisiva General Electric Theater è andata in onda negli Stati Uniti dal 6 ottobre 1957 al 18/maggio/1958 sulla CBS.
| nº | Titolo originale             | Titolo italiano               | Prima TV USA     | Prima TV Italia |
| -- | ---------------------------- | ----------------------------- | ---------------- | --------------- |
| 1  | The Questioning Note         |                               | 6 ottobre 1957   |                 |
| 2  | Father and Son Night         |                               | 13 ottobre 1957  |                 |
| 3  | Thousand Dollar Gun          |                               | 20 ottobre 1957  |                 |
| 4  | Mr. Kensington's Finest Hour |                               | 27 ottobre 1957  |                 |
| 5  | Mischief at Bandy Leg        |                               | 3 novembre 1957  |                 |
| 6  | Cornada                      |                               | 10 novembre 1957 |                 |
| 7  | Love Came Late               | La principessa e il cavaliere | 17 novembre 1957 |                 |
| 8  | The Iron Horse               |                               | 24 novembre 1957 |                 |
| 9  | Imp on a Cobweb Leash        |                               | 1º dicembre 1957 |                 |
| 10 | Eyes of a Stranger           |                               | 8 dicembre 1957  |                 |
| 11 | The Trail to Christmas       |                               | 15 dicembre 1957 |                 |
| 12 | The Young Years              |                               | 22 dicembre 1957 |                 |
| 13 | Kid at the Stick             |                               | 5 gennaio 1958   |                 |
| 14 | Letters From Cairo           |                               | 12 gennaio 1958  |                 |
| 15 | Time to Go Now               |                               | 19 gennaio 1958  |                 |
| 16 | Silent Ambush                |                               | 26 gennaio 1958  |                 |
| 17 | All I Survey                 |                               | 2 febbraio 1958  |                 |
| 18 | Incident                     |                               | 9 febbraio 1958  |                 |
| 19 | The Last Town Car (1)        |                               | 16 febbraio 1958 |                 |
| 20 | The Last Town Car (2)        |                               | 23 febbraio 1958 |                 |
| 21 | New York Knight              | Eleanor                       | 2 marzo 1958     |                 |
| 22 | Angel in the Air             |                               | 9 marzo 1958     |                 |
| 23 | The Coward of Fort Bennett   |                               | 16 marzo 1958    |                 |
| 24 | Strange Witness              |                               | 23 marzo 1958    |                 |
| 25 | The Unfamiliar               |                               | 30 marzo 1958    |                 |
| 26 | No Hiding Place              |                               | 6 aprile 1958    |                 |
| 27 | The Cold Touch               |                               | 13 aprile 1958   |                 |
| 28 | God is My Judge              |                               | 20 aprile 1958   |                 |
| 29 | Stopover                     | La piantagione                | 27 aprile 1958   |                 |
| 30 | Ah There, Beau Brummel       |                               | 4 maggio 1958    |                 |
| 31 | Bold Loser                   |                               | 11 maggio 1958   |                 |
| 32 | The Young and Scared         |                               | 18 maggio 1958   |                 |

## The Questioning Note
- Diretto da: John Brahm
- Scritto da: Philip Freund (soggetto)

### Trama
- Guest star: James Mason (Wayne Sebastian), Pamela Mason (Iris Sebastian), Werner Klemperer (Muller), John Wengraf (Hans)

## Father and Son Night
- Diretto da:
- Scritto da:

### Trama
- Guest star: Ronald Reagan (George Hogan), Bobby Clark (Joey Hogan), Jack Albertson (Herb), John Beradino (Bootsy), Joanne Davis (Alice), Don Durant (Mark), Keith Larsen (Eddie Seabord), Howard McNear (Wadleigh), Frank J. Scannell (Sullivan)

## Thousand Dollar Gun
- Diretto da:
- Scritto da:

### Trama
- Guest star: George Montgomery (Buchanan Smith), John Agar (Marvin Potter), Jean Allison (Ethel Keeley), Joe De Santis (Joe Breed), Chuck Connors (Long Jack), Lee Van Cleef (Rudabaugh), Morris Ankrum (Marshal Olds), George Chandler (Keeley), Sid Tomack (Barber)

## Mr. Kensington's Finest Hour
- Diretto da:
- Scritto da:

### Trama
- Guest star: Charles Laughton (Edwin Kensington), Phyllis Avery (Carrie Stevens), Richard Eyer (Tommy Stevens), David Wayne (David Vincent), Donald Wayne (Donald Vincent), Juney Ellis (Miss Cullen), David Armstrong (McGill), Erik Nielsen (Knucklehead), Charles Watts (Caldwell)

## Mischief at Bandy Leg
- Diretto da:
- Scritto da:

### Trama
- Guest star: Gower Champion (Thomas Birch), Marge Champion (Kathleen Magee), Alan Napier (Sean O'Donnell), Rhys Williams (Matthew Magee), Emory Parnell (Ben Day)

## Cornada
- Diretto da: Herschel Daugherty
- Scritto da: Jameson Brewer

### Trama
- Guest star: Celia Lovsky (Senorita Galindo), Tony Curtis (Mario Galindo), Simon Scott (Sid), Pamela Duncan (Blanca), Michael Granger (Tito), Alfred Linder (Cochi), Bill Miller (Roberto), Jorge Trevino (Alfredo), Ernest Sarracino (dottore)

## Love Came Late
- Diretto da:
- Scritto da:

### Trama
- Guest star: Melvyn Douglas (Arthur Barris), Myrna Loy (Allie Evans), Darryl Hickman (Jack Evans)

## The Iron Horse
- Diretto da: John Brahm
- Scritto da:

### Trama
- Guest star: Vincent Price (Vince Meagher), Sterling Hayden (Joe Turner), Fay Wray (Mrs. Turner), Judson Pratt (Fred Stocker), George Keymas (Shorty), Sam Buffington (Bill Meadows), Walter Baldwin (Spivak), Ken Clark (Bob Meagher), Tim Graham (Knutson), Robert Sherman (Oil Man)

## Imp on a Cobweb Leash
- Diretto da:
- Scritto da:

### Trama
- Guest star: Fred Astaire (J. Willingham Bardley), Joan Tetzel (Martha Bardley), Howard Smith (T. J. Wilson), Walter Woolf King (Harrison Fitch), Thomas Browne Henry (Mr. Coldwell), Ann Hunter (Grace Fitch), Margaret Irving (Mrs. Wilson), Joyce Meadows (Miss Coulter), Rhys Williams (O'Hara)

## Eyes of a Stranger
- Diretto da: Ray Milland
- Scritto da: Christopher La Farge (soggetto)

### Trama
- Guest star: Tallulah Bankhead (Katherine Belmond), Richard Denning (dottor Mark Andrews), Dan Tobin (Richard Brighton), Gavin Gordon (Vance Parrish), Cynthia Leighton (Sylvia)

## The Trail to Christmas
- Diretto da: James Stewart
- Scritto da: Charles Dickens (soggetto)

### Trama
- Guest star: James Stewart (Bart), Hope Summers (Elizabeth), Richard Eyer (Johnny Carterville), John McIntire (Ebenezer Scrooge), Sam Edwards (Bob Cratchit), Sally Frazier (Belle), Dennis Holmes (Tiny Tim), Kevin Hagen (Ghost), Mary Lawrence (Mrs. Cratchit), Will Wright (Jake Marley)

## The Young Years
- Diretto da:
- Scritto da:

### Trama
- Guest star: Rod Taylor (Sam Tipton), Margaret O'Brien (Sarah Tipton), Dorothy Stickney (Mrs. Trask), Sondra Rodgers (Mrs. Jessup)

## Kid at the Stick
- Diretto da:
- Scritto da:

### Trama
- Guest star: Timothy Hovey (Frankie Morgan), Art Linkletter (Herb Stillman), David Armstrong (Don Pierson), Jack Orrison (Swanson), Clarence Straight (Turk)

## Letters From Cairo
- Diretto da:
- Scritto da:

### Trama
- Guest star: Ann Todd (Cynthia Spence), Richard Denning (Jim Kendall), Jorja Curtright (Elsa Chapin), Patric Knowles (George Spence), Linda Watkins (Abbie Kendall)

## Time to Go Now
- Diretto da:
- Scritto da:

### Trama
- Guest star: Pat Crowley (Diana), Peter Wyngarde (Raymond De Tresk), Jeannie Carson (Lady Beth), Jean Cadell (Agnes), John Cairney (Jamie), Finlay Currie (MacMorris), Eileen Way (vecchio)

## Silent Ambush
- Diretto da:
- Scritto da:

### Trama
- Guest star: Alan Ladd (Dan Donlan), Elisha Cook, Jr. (Jed), Phyllis Avery (Laura Saunders), Edgar Buchanan (Doc), Stacy Harris (Nate), Strother Martin (Obie)

## All I Survey
- Diretto da:
- Scritto da: Jerome Weidman (soggetto)

### Trama
- Guest star: Lee Marvin (Dick Giles), Joanne Dru (Alice Giles), Don Taylor (Bob Farrell)

## Incident
- Diretto da:
- Scritto da:

### Trama
- Guest star: Audie Murphy (Tennessee), Darryl Hickman (Yank), Jack Richardson (capitano), Robert Patten (Aide), Russell Thorson (generale)

## The Last Town Car (1)
- Diretto da:
- Scritto da:

### Trama
- Guest star: Claudette Colbert (Edith Miller), Kent Smith (Jonathan Michael), Phyllis Coates (Heather), Philip Tonge (Father), Skip Ward (Boy), Christine White (Lottie), Harry Tyler (Driver), Gene Roth (portiere), Lillian O'Malley (Newswoman), Dee J. Thompson (Secretary)

## The Last Town Car (2)
- Diretto da:
- Scritto da:

### Trama
- Guest star: Claudette Colbert (Edith Miller), Kent Smith (Jonathan Michael), Phyllis Coates (Heather), Philip Tonge (Father), Skip Ward (Boy), Christine White (Lottie), Harry Tyler (Driver), Dee J. Thompson (Secretary), Gene Roth (portiere), Lillian O'Malley (Newswoman)

## New York Knight
- Diretto da:
- Scritto da: R. E. Connell (soggetto)

### Trama
- Guest star: Charles Laughton (Henry Denry), Nestor Paiva (Perino), Gavin Gordon (Glynn), Irving Bacon (Patch)

## Angel in the Air
- Diretto da:
- Scritto da:

### Trama
- Guest star: Vincent Price (Beau Archibald), Janice Rule (Lulie Spock), William Phipps (Jeffrey), Gina Gillespie (Bonnie), Tom Nolan (Jay)

## The Coward of Fort Bennett
- Diretto da:
- Scritto da:

### Trama
- Guest star: Ronald Reagan (capitano Jeremy Davis), Neville Brand (tenente Bolton), Jason Robards (colonnello Carter), Robert F. Simon (capitano Woods), Arthur Space (tenente Nelson), John Dall (tenente Reese), Herbert Anderson (tenente Haggerty)

## Strange Witness
- Diretto da: Herschel Daugherty
- Scritto da: Gavin Lambert; John Whiting (soggetto)

### Trama
- Guest star: Joan Crawford (Ruth Marshall), John McIntire (John Marshall), Tom Tryon (David), Sidney Blackmer (Chris)

## The Unfamiliar
- Diretto da:
- Scritto da: R. E. Connell (soggetto)

### Trama
- Guest star: Burgess Meredith (Velvet Pants), Peggy Ann Garner (Janey), Philip Coolidge (Ben Crosby), Sylvia Field (Hannah), Kevin Hagen (Pete), Virginia Stefan (Annie), Jody Fair (Mary), Robert J. Stevenson (constable), Sam Edwards (Farmhand), Ricky Kelman (Johnny)

## No Hiding Place
- Diretto da:
- Scritto da:

### Trama
- Guest star: David Opatoshu (Moe), Geraldine Page (Heddie), Pernell Roberts (Phil), Ronald Reagan (Vincent Tracy)

## The Cold Touch
- Diretto da:
- Scritto da:

### Trama
- Guest star: Bette Davis (Christine Marlowe), Leif Erickson (Man), Forrest Tucker (Frank Marlowe), Jonathan Harris (Hong Kong Sam)

## God is My Judge
- Diretto da:
- Scritto da:

### Trama
- Guest star: Nina Foch (Ellen Townsend), Gary Merrill (McMasters), Dean Stockwell (John Townsend), Russell Collins (Fremont)

## Stopover
- Diretto da:
- Scritto da:

### Trama
- Guest star: Anne Baxter (Stella Rutledge), Beverly Washburn (Lily Gaines), Jeanette Nolan (Sarah Gaines), Butch Bernard (Thad Gaines), Orville Sherman (Luther Gaines)

## Ah There, Beau Brummel
- Diretto da:
- Scritto da:

### Trama
- Guest star: Hume Cronyn (Benedict Brummel), Eva Gabor (Roselle King), Sally Brophy (June Charney), James Coburn (Claude Firman), Mabel Albertson (Mother), Willard Waterman (Charney), Judy Bamber (Office Worker), Darlene Hendricks (Office Worker)

## Bold Loser
- Diretto da:
- Scritto da:

### Trama
- Guest star: Guy Madison (Adam Tenney), Diane Brewster (Amanda Jones), Ainslie Pryor (Harvey Bates), Rhys Williams (Bishop Tenney), Barney Phillips (McAllister)

## The Young and Scared
- Diretto da:
- Scritto da:

### Trama
- Guest star: Jack Klugman (Murphy), James MacArthur (Johnny Dundeen), Carol Lynley (Mary Elizabeth Asher)